# Raión de Koriúkivka
Raión de Koriúkivka (en ucraniano: Корюківський район) es un raión o distrito de Ucrania en la óblast de Chernígov. La capital es la ciudad de Koriúkivka.
Comprende una superficie de 4578 km². Su territorio fue definido en 2020 mediante la fusión del propio raión de Koriúkivka con los hasta entonces vecinos raiones de Mena, Snovsk y Sosnytsia, con ligeras modificaciones en los límites.

## Demografía
En 2022, tras la definición de los límites actuales, el raión tenía una población de 86 435 habitantes.

## Subdivisiones
Tras la reforma territorial de 2020, el raión incluye cinco municipios: las ciudades de Koriúkivka (la capital), Mena y Snovsk y los sélyshcha de Sósnytsia y Jolmy.

## Otros datos
El código KOATUU fue 7422400000. El código postal 15300 y el prefijo telefónico +380 4657.